# Antonio Nieto y Roa
Antonio Nieto y Roa (Moquegua, 1732 - ibid., 1803) fue un noble peruano, segundo conde de Alastaya, y Corregidor del Corregimiento de La Paz en la década de 1770.

## Biografía
Antonio Nieto y Roa nació hacia 1732 en Moquegua, hijo de Francisco Nieto y Peñaloza y de María Antonia de la Roa y Vargas Carvajal. Su padre estuvo emparentado con los condes de Cumbres Altas a través de su primer matrimonio con Elena Elvira Hurtado de Mendoza Zapata y Aspe, tía de Gregorio Hurtado de Mendoza Zapata y Bécquer que fue el primer conde de Cumbres Altas.
Antonio tenía dos hermanos mayores, Ignacio y Bárbara. Ignacio obtuvo el título de conde de Alastaya el 10 de octubre de 1769, mientras que Bárbara se casó con un pariente de nombre Francisco Valcárcel y Nieto.
La familia Nieto era una de las más importantes de la región, con grandes y ricas propiedades. Para mantener su posición dentro de la élite moqueguana, promovían el matrimonio entre los miembros de la misma familia, es así que Antonio Nieto se casó en 1755 con la media hermana de su padre, Nicolasa Basilia Nieto y Fernández Maldonado. 
Antonio, a pesar de ser el hijo menor, logró varios méritos que le ayudaron a ser nombrado caballero de la Orden de Santiago. También llegó al rango de coronel del regimiento de Moquegua.
Su hermano había sido nombrado Corregidor del Corregimiento de La Paz en 1773 pero no llegó a ocupar el cargo pues murió mientras preparaba su viaje. Es entonces que Antonio hereda el Condado de Alastaya y el 14 de octubre de 1774 es nombrado en el mismo cargo que debió ocupar su hermano un año antes.
El segundo conde de Alastaya llegó a La Paz el 22 de noviembre de 1774 en compañía de su esposa y sus dos hijas mayores. 
En su gobierno se preocupó por ayudar principalmente al Beaterio de las Nazarenas, también tuvo que intervenir en los pleitos que causaron las reformas del Provisor Felipe Loayza de la Vega. Según Loayza, ninguna familia debía tener sitios reservados dentro de las iglesias, sin importar lo hidalgas que fueran o cuantos aportes realizasen a las diferentes órdenes religiosas. Familias como la de Manuel Tomás Franco y la de la Marquesa de Haro perdieron sus asientos en las iglesias de La Merced y del Carmen, también se vio afectado el Alférez Real Tadeo Ortiz de Foronda y Ordoñez.
Ortiz de Foronda, de acuerdo a su cargo, debía ocupar un lugar especial en la catedral durante al advocación a Nuestra Señora de La Paz. El Provisor Loayza rehusó este sitio al Alférez Real y éste se quejó al Cabildo. Nieto llamó a una reunión específica para tratar este tema.
El 17 de enero de 1775 se reunió el Cabildo presidido por el Corregidor y conde de Alastaya, las autoridades reunidas eran: El alcalde Juan Fernando de Iturralde, Juan Esteban Muñoz, Bernardino Argandoña, José Montenegro y Velasco, Toribio Castro, Francisco Javier Argandoña, Francisco de Oquendo, Tadeo Diez de Medina y Juan De Dios Martínez Monje. Nótese que todos los miembros de este Cabildo eran criollos.
El Cabildo de la ciudad recurrió al Cabildo Eclesiástico informando que la fiesta oficial de la ciudad de La Paz se celebraba el 8 de septiembre, pero que a solicitud del obispo Rodríguez se trasladó al 24 de enero. Por lo tanto, al ser una festividad civil y religiosa sí correspondía que las autoridades tuviesen sitios reservados en la catedral. El Provisor Loayza tuvo que aceptar otorgar un sitio especial para el Alférez Real, aunque solo sea para ese año, mientras que el Cabildo conservó sus sitios.
El hecho de que los miembros del Cabildo conservaran sus sitios reservados en la catedral fue un motivo de recelo entre las familias españolas de la ciudad, la situación llegó a un punto crítico el 24 de enero de 1776 durante la advocación a Nuestra Señora de La Paz. Varios ciudadanos españoles ocuparon los sitios que estaban reservados para los miembros del Cabildo con el pretexto de tener preferencia sobre los criollos, esto causó una discusión en la iglesia y el Provisor Loayza tuvo que expulsar de la ceremonia a los españoles que habían protestado.
A la salida de la catedral, este grupo de españoles, dirigidos por Manuel Tomás Franco y Protasio Armentia esperaron a que finalice la ceremonia y cuando los miembros del Cabildo salían, los españoles empezaron a insultarlos tratándolos de pardos y cholos. Este hecho fue denunciado por Nieto ante el virrey, pero no se le dio importancia.
Entre tanto, los miramientos entre españoles y criollos continuaban en la ciudad. Durante la boda de María Josefa Diez de Medina, hija del miembro del Cabildo Tadeo Diez de Medina se produjo otro altercado, un grupo de españoles que no estaba invitado a la fiesta de bodas se presentó en la celebración y estando ebrios comenzaron una pelea con los criollos. Nieto ordenó el arresto de estos españoles, pero siendo familias importantes, tuvo que ordenar su liberación a los pocos días.
Varias familias españolas exigían que fuese un español quien gobernara la ciudad, ante esta presión Nieto decidió renunciar al cargo de Corregidor el 11 de octubre de 1776 y fue reemplazado por Lorenzo Díaz de Rivadineira de manera interina. Se marchó de vuelta a Moquegua y en 1783 compró una importante casona por la cantidad de 14.100 pesos, allí pasó los siguientes años de su vida y murió pacíficamente el 26 de agosto de 1803.  

## Descendencia
Antonio Nieto y Roa tuvo 5 hijos con su esposa Nicolasa Basilia Nieto y Fernández Maldonado:
- María Gregoria Nieto, nacida en 1756. Se casó en La Paz con el criollo Ramón de Roxas y Orueta en 1775, tuvieron 3 hijos. María Gregoria heredó el Condado de Alastaya a la muerte de su padre y fue la última persona en ostentar este título hasta que fue rehabilitado en 1982.
- María Clara, nacida en 1760. Se casó con Antonio Sáenz de Tejada en 1778, tuvieron 4 hijos. Su hija Tiburcia heredó las tierras de Alastaya a la muerte de su tía María Gregoria, de ella desciende el presidente boliviano José Luis Tejada Sorzano y el actual conde de Alastaya Hutton José Wilkinson Tejada.
- Eustaquia, nacida en 1762. Se casó en Moquegua con el español Martín Herrera Hidalgo, tuvieron 3 hijos. Su hijo mayor, Francisco, se casó con Isidora Segurola, madre del presidente boliviano José Ballivián.
- María Teresa, nacida en 1763. Se casó con su primo hermano Gregorio de la Flor y Roa, tuvieron un hijo de nombre José Santiago.
- Francisco José Xavier, nacido en 1766. Murió en la infancia.